# Ufozaury
Ufozaury (ang. Dinosaucers) – serial animowany z 1987 roku. Liczy 65 odcinków.

## Fabuła
Serial opowiada o walce dwóch przeciwstawnych sobie obozów kosmicznych dinozaurów z planety Reptilion: Ufozaurów (dowodzonych przez dobrego allozaura imieniem Alo) oraz Tyranosów (dowodzonych przez tyranozaura imieniem Rex). 
Skład Ufozaurów (w polskiej wersji językowej): Alo, Iki, Dimetro, Bronto, Stego, Łysulec, Terix, Trizaro.
Skład Tyranosów (w polskiej wersji językowej): Rex, Enkilo, Kwak, Plezjo, Straszny Dactyl, Brachio, Strako.

## Wersja polska
W Polsce serial był emitowany przez telewizję Polsat w wersji z lektorem, którym był Henryk Pijanowski. Opracowaniem wersji polskiej zajęła się Iwona Ufnal.

## Spis odcinków
1. Dolina dinozaurów (Dinosaur Valley)
2. Take Us Out to the Ballgame
3. Happy Egg Day to You
4. Hooray for Hollywood
5. Divide and Conquer
6. A Real Super Hero
7. Burgers Up!
8. Be Prepared
9. That Shrinking Feeling
10. Rockin' Reptiles
11. Sleeping Booty
12. The First Snow
13. Trick or Cheat
14. Defective Defector
15. For the Love of Teryx
16. A Man's Best Friend Is His Dogasaurus
17. Carnivore In Rio
18. Frozen Fur Balls
19. Hook, Line and Stinker
20. The Prehistoric Purge
21. The Truth About Dragons
22. Chariots of the Dinosaucers
23. Eggs Mark the Spot
24. Mommy Dino-Dearest
25. The Whale's Song
26. Inquiring Minds
27. War of the Worlds...II
28. Beach Blanket Bonehead
29. The Bone Ranger and Bronto
30. Cindersaurus
31. Trouble In Paradise
32. Monday Night Clawball
33. Age of Aquariums
34. Scents of Wonder
35. Fine-Feathered Friends
36. Allo and Cos-Stego Meet the Abominable Snowman
37. The Quack-Up of Quackpot
38. It's an Archaeopteryx — It's a Plane — It's Thunder-Lizard
39. Teacher's Pest
40. Dino-Chips!
41. The Heart and Sole of Bigfoot
42. Karatesaurus Wrecks
43. Lochs and Bay Gulls
44. The Trojan Horseasaurus
45. We're Off to See the Lizard
46. Seeing Purple
47. There's No Such Thing as Stego-Claws
48. Applesaucers
49. Reduced for Clarence
50. Attack of the Fur Balls
51. Dinosaur Dundy
52. Those Reptilon Nights
53. The Dinolympics
54. Sara Had a Little Lambeosaurus
55. Beauty and the Bonehead
56. The Museum of Natural Humans
57. Saber-Tooth or Consequences
58. Camp Tyranno
59. The Babysitter
60. Toy-Ranno Store Wars
61. The T-Bone's Stakes
62. Scales of Justice
63. I Got Those 'Ol Reptilon Blues Again, Mommasaur
64. Chłopak imieniem Zdrako (I Was a Teenage Human)
65. The Friend